# Charadrius javanicus
Il corriere di Giava (Charadrius javanicus, Chasen 1938) è un uccello della famiglia dei Charadriidae.

## Sistematica
Charadrius javanicus non ha sottospecie, è monotipico. Talvolta viene considerato sottospecie di Charadrius alexandrinus (C. alexandrinus javanicus)

## Distribuzione e habitat
Questo uccello è endemico dell'isola di Giava e delle Isole Kangean in Indonesia.